# Émile-Huchet
Émile-Huchet ist ein seit 1948 betriebenes französisches Wärmekraftwerk auf dem Gebiet der Gemeinden Saint-Avold und Carling im Département Moselle. Benannt ist es nach Émile Huchet (1892–1940), der von 1924 bis 1939 Generaldirektor der Zechen Sarre et Moselle war. Ein Wohnkomplex für Bergleute, der kurz darauf südlich des Waldes von Saint-Avold errichtet wurde und einen Teil der Mitarbeiter des Kraftwerkes beheimatet, trägt ebenfalls seinen Namen.

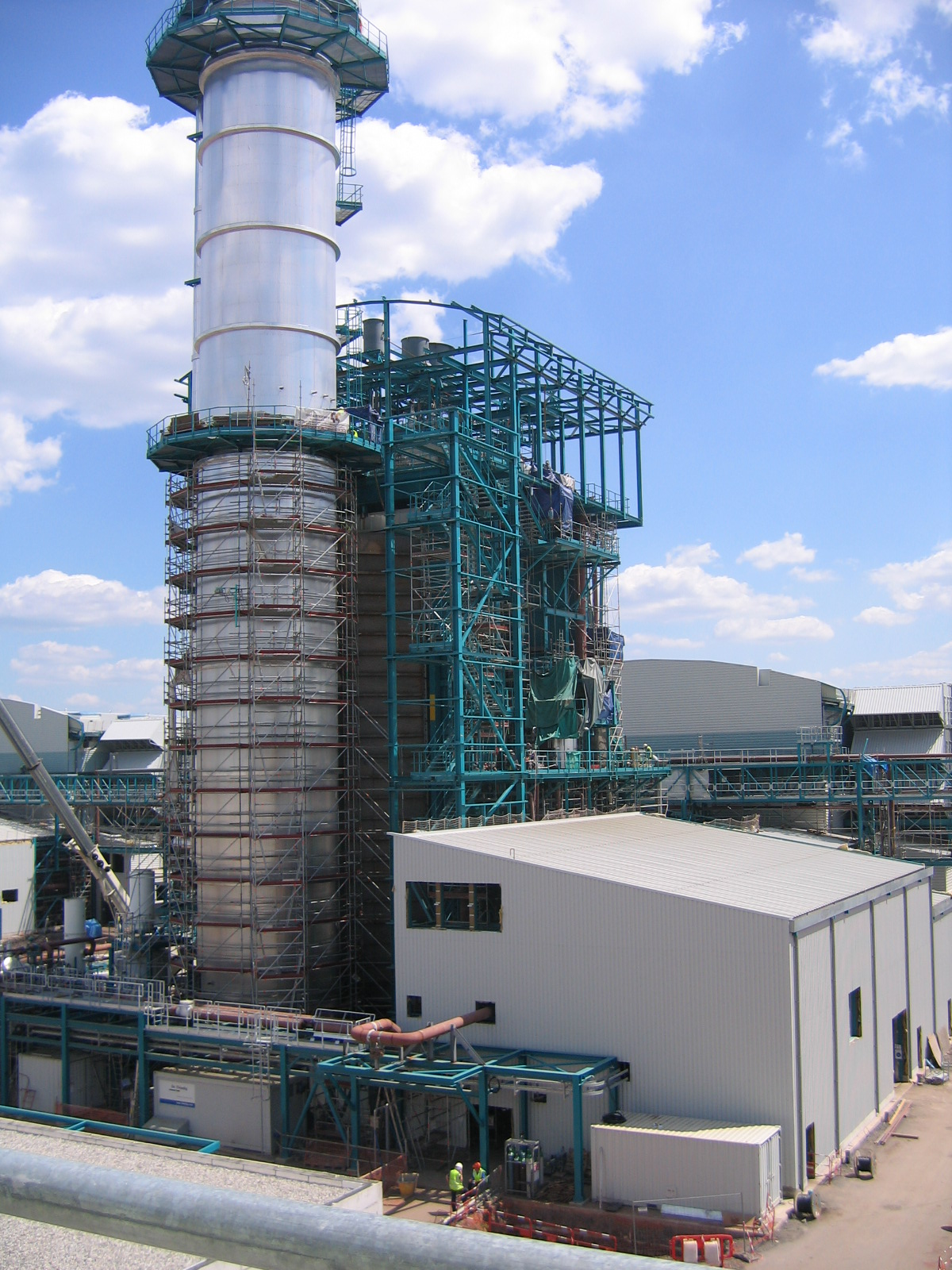
Die neuen GuD-Blöcke der im Bau befindlichen Anlage im Jahr 2009

Das mit Kohle und Erdgas betriebene Kraftwerk gehörte zeitweise dem E.ON-Konzern und nach deren Abspaltung zur Uniper SE. Seit 2019 gehört es EPH, einem tschechischen Kraftwerksbetreiber, die Gasblöcke gehören seit 2020 TotalEnergies.
Das Kraftwerk Émile-Huchet ist seit den 1960er Jahren eines der größten Wärmekraftwerke Frankreichs. Die installierte Leistung beträgt 1460 MW elektrisch. In Betrieb sind ein kohlebefeuerter 600-MW-Block und zwei Erdgas-GuD-Blöcke mit jeweils 430 MW. Im Jahr 2017 wurden 6,96 TWh produziert, hiervon 2,14 TWh aus Kohle und 4,82 TWh aus Erdgas.
Der Kohleblock wurde im Zuges des Kohleausstiegs am 31. März 2022 geschlossen. Wegen vieler zu Revisions- oder Reparaturarbeiten stillstehender französischer Atomkraftwerke und des russischen Angriffs auf die Ukraine und einer daraus entstandenen Energieknappheit wurde das Kohlekraftwerk Anfang Oktober 2022 wieder in Betrieb genommen.

## Geschichte
Die ersten beiden Blöcke wurden 1948 gebaut und gingen im Oktober 1951 in Betrieb. 1983 gingen die Blöcke nach der Inbetriebnahme von Block 6 vom Netz. Im Februar und März 1991 wurden die Kühltürme der Gruppen 1 und 2 (85 m hoch und 57 m im Durchmesser) gesprengt.
Im September 2004 übernahm Endesa, ein spanischer Energiekonzern, das Kraftwerk. Im Juni 2008 wurde SNET an E.ON verkauft. Im März 2010 wurden zwei Single-Shaft-GuD-Anlagen (Block 7 und 8) in Betrieb genommen.
2012 waren mehr als 350 Mitarbeiter beschäftigt. Dann wurden 42 Stellenstreichungen angekündigt und 100 weitere bis 2015.
2016 spaltete E.ON ihre konventionelle Kraftwerkssparte als Uniper ab. Emilie Huchet wurde Uniper France zugeordnet.
Im Dezember 2018 beschloss Uniper, seine Produktionsaktivitäten in Frankreich an die tschechische Gruppe EPH zu verkaufen. Der Verkauf wurde 2019 wirksam. EPH hatte bereits zuvor eine Vereinbarung mit Total geschlossen, die Gasblöcke an sie weiterzuverkaufen. Im September 2020 wurde die Übernahme der Gasblöcke durch Total abgeschlossen.
Der im Frühjahr 2022 stillgelegte Block 6 ist im November 2022 wieder angefahren worden, um der Energieknappheit im Zuge von außerplanmäßigen Stilllagen der nationalen Kernkraftwerke und europaweit reduzierter Erzeugerkapazitäten zu begegnen.
|                  | Block 1 | Block 2 | Block 3 | Block 4                            | Turbinen                | Block 5                            | Block 6                                              | Block 7                             | Block 8                             |
| ---------------- | ------- | ------- | ------- | ---------------------------------- | ----------------------- | ---------------------------------- | ---------------------------------------------------- | ----------------------------------- | ----------------------------------- |
| Leistung (MW)    | 110     | 110     | 125     | 125                                | 50 (insgesamt)          | 343 teilweise auch 293             | 618                                                  | 430                                 | 430                                 |
| Brennstoff       | Kohle   | Kohle   | Kohle   | Kohle Wirbelschichtfeuerung (1990) | Stadtgas, 3 Gasturbinen | Stadtgas Erdgas (2009) Dampfkessel | Kohle                                                | Erdgas Gas-und-Dampf-Kombikraftwerk | Erdgas Gas-und-Dampf-Kombikraftwerk |
| Inbetriebnahme   | 1952    | 1952    | 1958    | 1959                               |                         | 1972/1973                          | 1981                                                 | März 2010                           | März 2010                           |
| Schließungsdatum | 1983    | 1983    | 2003    | 2015                               |                         | 2015                               | (31. März 2022) seit November 2022 wieder in Betrieb |                                     |                                     |